# 1re division blindée (États-Unis)
Pour les articles homonymes, voir 1re division.
La 1re division blindée (1st Armored Division, surnommée “Old Ironsides”) est une division blindée de l'United States Army, basée en Allemagne dont l'état-major qui se trouvait entre 1973 et 2011 à Wiesbaden Army Airfield en Allemagne et depuis le 13 mai 2011 a Fort Bliss, Texas.
Au cours de la Seconde Guerre mondiale, elle fut, lors de la campagne de Tunisie (janvier-mai 1943) la première division blindée américaine à recevoir le baptême du feu face à l'Afrika Korps.

US 1st Armored Division

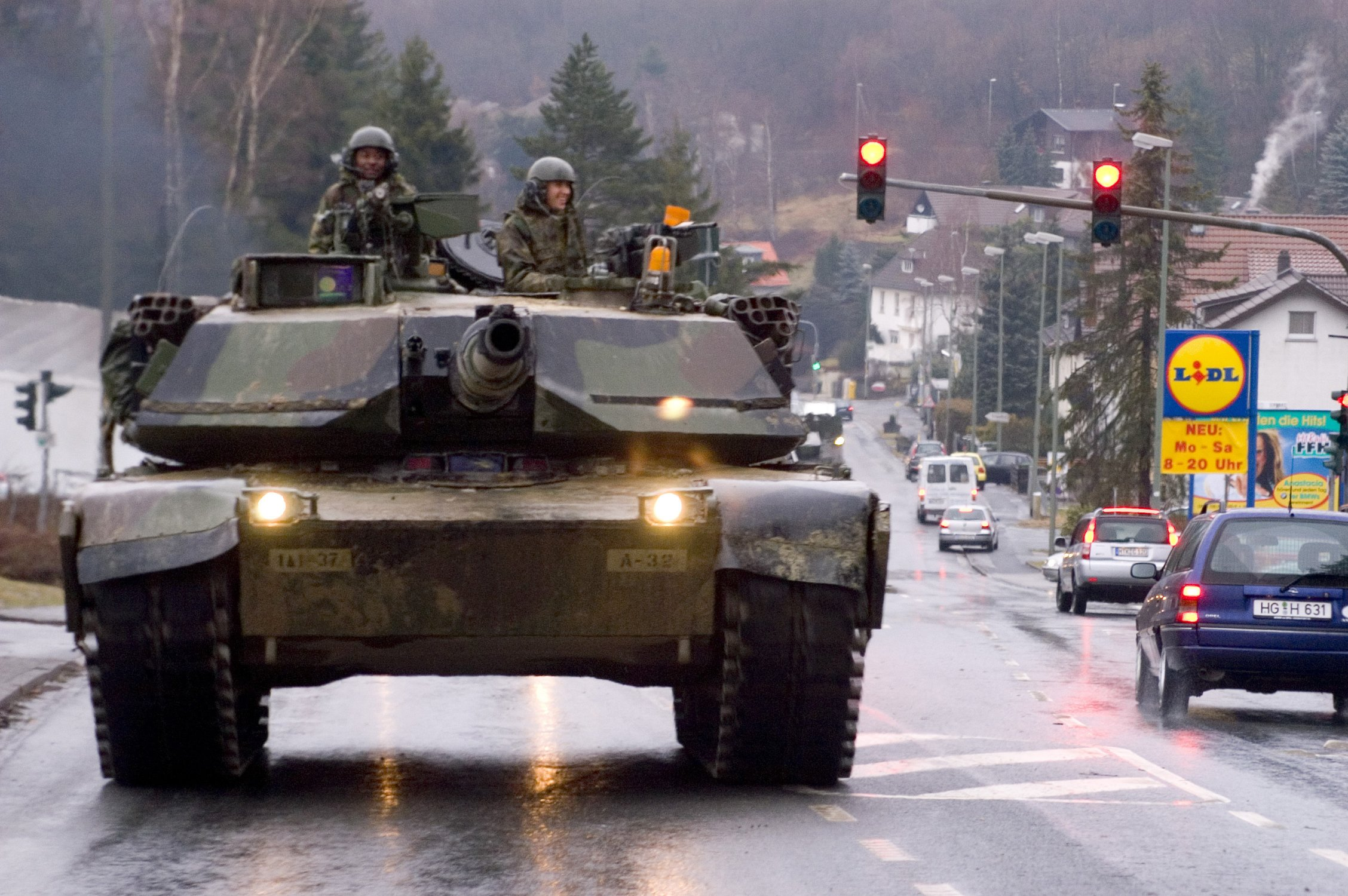
M1A1 de la 1st Armored Division à Francfort

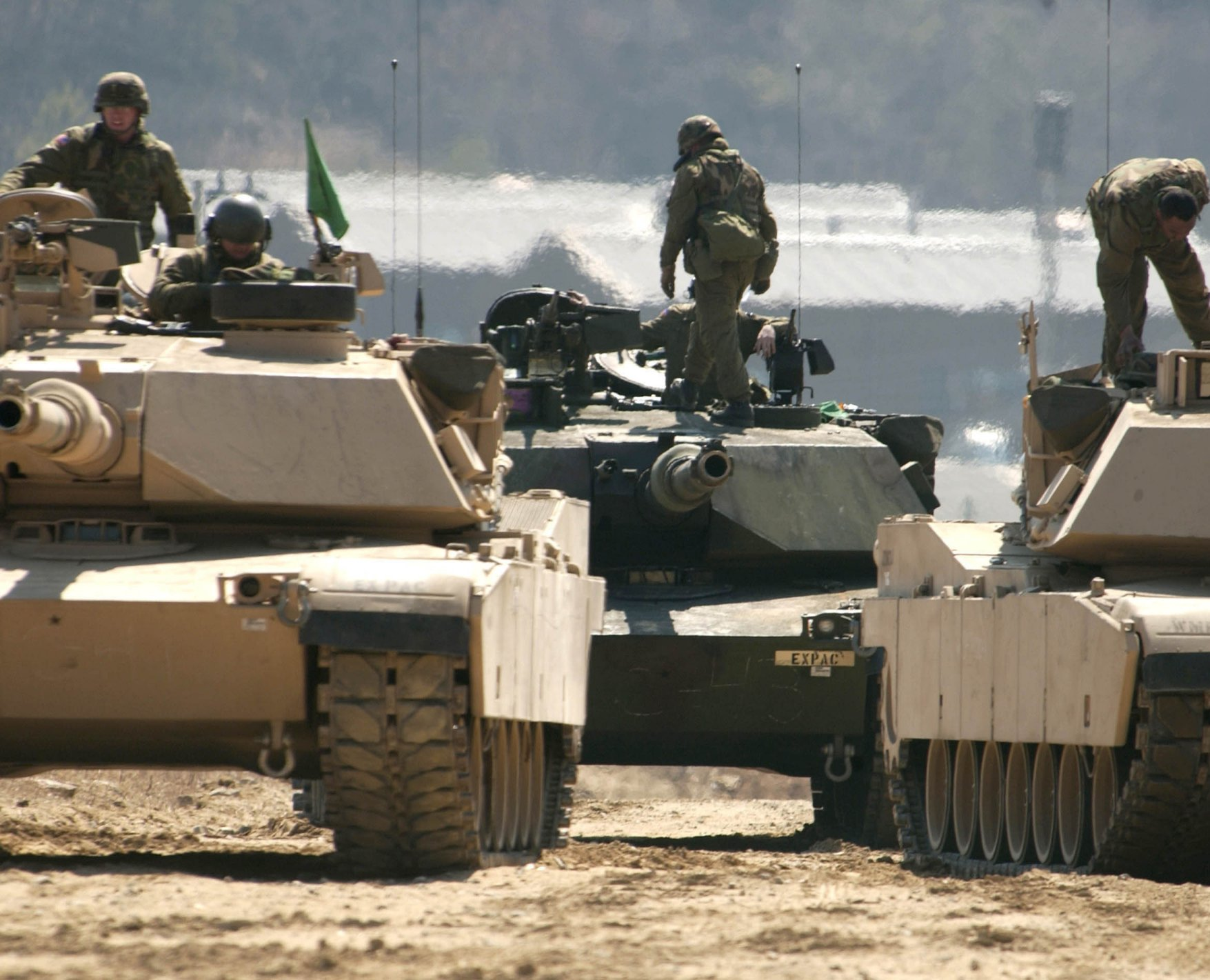
Exercice en Corée du Sud en 2005

## Commandement et État-major
Cette division blindée a fait partie du US V Corps (5e Corps d'armée des États-Unis), ou peut être directement subordonnée à la 7th US Army, dans le cadre de missions en outremer, partout à travers le monde.
En juillet 2006, le personnel de commandement s'établissait comme suit :
- Commandant divisionnaire : Major General Fred D. Robinson Jr.
- Adjoint divisionnaire pour la direction opérationnelle : Brigadier General James Boozer Sr.
- Adjoint divisionnaire pour la logistique : Brigadier General David Hogg.
- Chef d'état-major divisionnaire : colonel Bryan Watson.
- Sergent Major divisionnaire : Sgt Maj Div Roger P. Blackwood.

## Ordre de bataille

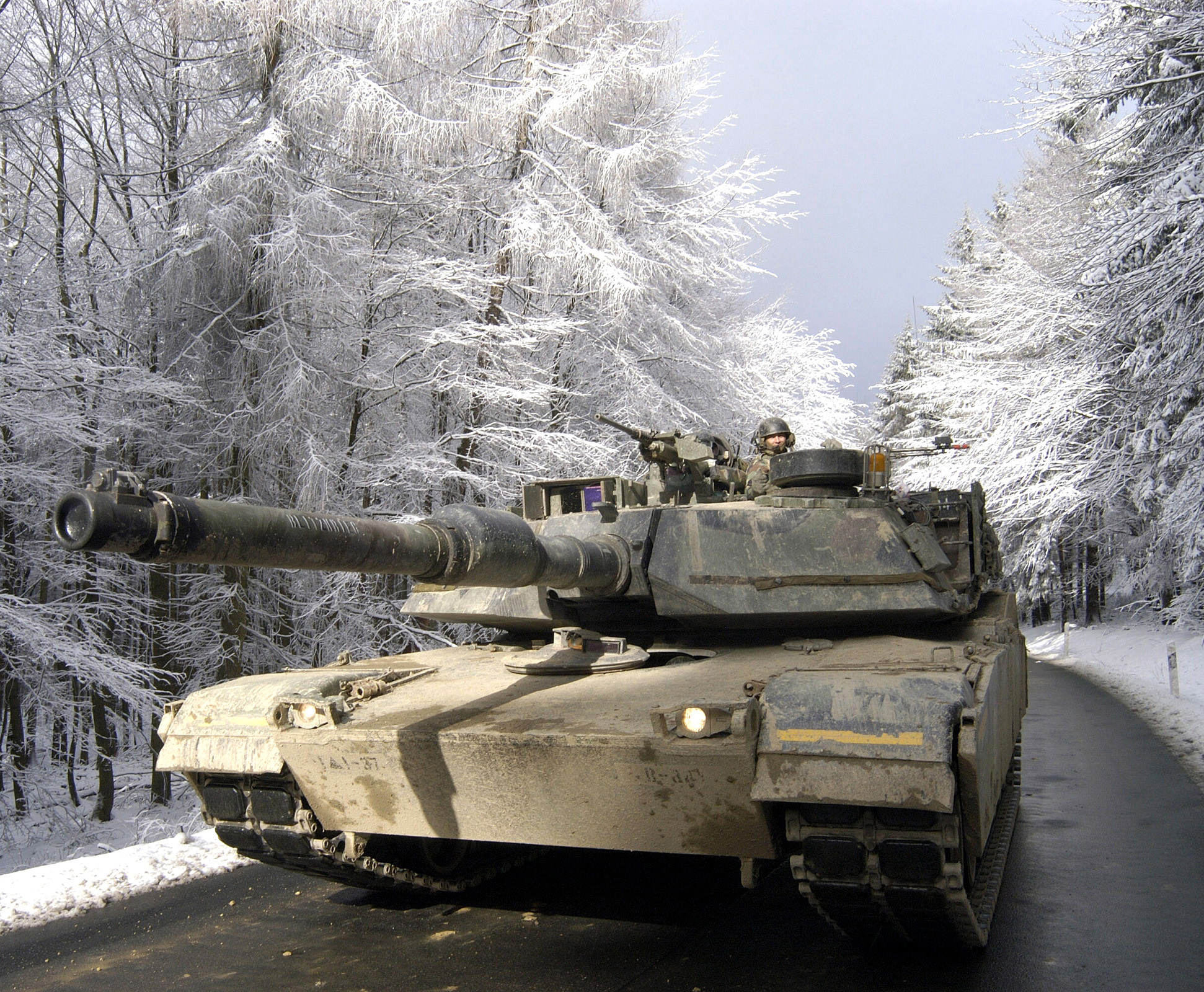
Manœuvre en Allemagne

En 2006, l'organigramme divisionnaire se présentait comme suit:
- 1st Brigade ("Ready First Brigade")
  -     - 1st Battalion, 37th Armor (37th Armor Regiment = régiment blindé)
    - 2d Battalion, 37th Armor
    - 1st Battalion, 36th Infantry
    - Troop F, 1st Cavalry (= escadron F du 1er régiment de cavalerie)
    - 16th Engineer Battalion (= bataillon du génie)
    - 501st Forward Support Battalion
- 2d Brigade ("Iron Brigade")
  -     - 1st Battalion, 6th Infantry
    - 2d Battalion, 6th Infantry
    - 1st Battalion, 35th Armor
    - Troop G, 1st Cavalry
    - 40th Engineer Battalion
    - 47th Forward Support Battalion
    - Company B, 501st Military Intelligence Battalion (= Bataillon de renseignement militaire)
    - Company B, 141st Signal Battalion (= Bataillon de transmission)
- 3rd Brigade ("Bulldogs")
  -     - 1st Battalion, 13th Armor
    - 2d Battalion, 70th Armor
    - 1st Battalion, 41st Infantry
    - Troop H, 1st Cavalry
    - 70th Engineer Battalion
    - 125th Forward Support Battalion
    - 596th Signal Company
- Aviation Brigade ("Iron Eagle")
  -     - 1st Squadron, 1st Cavalry
    - 1st Battalion, 501st Aviation
    - 2d Battalion, 501st Aviation
    - 127th Aviation Support Battalion
    - 69th Chemical Company
- Divisional Artillery ("Iron Steel")
  -     - 4th Battalion, 1st Field Artillery (en support de la 3rd Brigade)
    - 2d Battalion, 3rd Field Artillery (en support de la 1st Brigade)
    - 4th Battalion, 27th Field Artillery (en support de la 2d Brigade)
    - 1st Battalion, 94th Field Artillery (en support divisionnaire)
- Unités diverses
  -     - 1st Battalion, 4th Air Defence Artillery (= bataillon de DCA)
    - 501st Military Intelligence Battalion
    - 123rd Main Support Battalion (= bataillon de maintenance et des services)
    - 501st Military Police Company (= compagnie de police militaire)
    - 1st Armored Division Band (= fanfare divisionnaire)

## Insigne

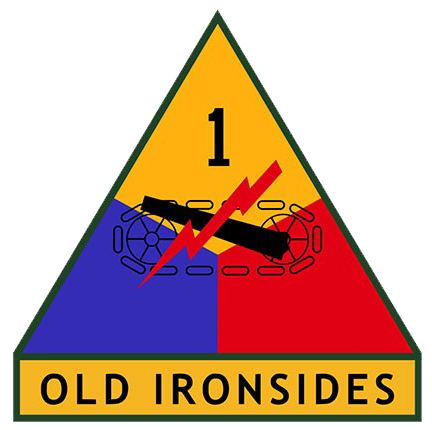
US 1st Armored Division Distinctive Unit Insignia

## Histoire divisionnaire

### Les origines
En février 1932, le colonel Daniel Van Voorhis choisit 175 officiers et engagés de Fort Eustis et s'établit à Fort Knox, où il créa un peloton provisoire d'autos blindées. Il s'inspirait d'une idée plus ancienne et de la publication, cette même année, d'un nouvel organigramme établi pour un régiment de cavalerie, ainsi que d'un ouvrage de même type traitant d'une division de cavalerie et du rôle qu'aurait à y jouer immanquablement la motorisation et la mécanisation.

#### La7ebrigadede cavalerie
Van Voorhis et son équipe formèrent l'ossature de la 7th Cavalry Brigade, mise sur pied officiellement le 1er mars 1932 à Fort Knox, laquelle, à l'origine, se réduisait à un simple état-major et un unique peloton mécanisé. Il fallut attendre le 3 janvier 1933 pour que le 1st US Cavalry Regiment ne soit retiré à la 1st Cavalry Division de Fort A.D. Russell et dirigé sur Fort Knox, où on lui incorpora l'unité expérimentale de Van Voorhis et dont la réunion donna naissance, le 16 janvier 1933, au 1st Cavalry Regiment (Mech) . Et pour lui conserver un côté "cavalerie", on prit bien soin d'y muter des officiers de l'arme équine ; en plus du colonel Van Voorhis, on lui adjoignit les majors Adna Chaffee et Robert W. Grow, sans omettre le général de cavalerie Julian R. Lindsay, comme commandant de Fort Knox.
Peu à peu, d'autres unités organiques furent intégrées à la nouvelle brigade. La rejoignirent ainsi : le 13th Cavalry Regiment, le 68th Field Artillery Battalion, le 7th Reconnaissance Squadron, le 7th Signal Troop, le 4th Medical Troop, le 47th Engineer Troop et le 17th Quastermaster Battalion. En septembre 1938, Van Voorhis fut désigné pour commander le 5e Corps d'armée à Indianapolis, dans l'Indiana. Il fut remplacé par le colonel Chaffee.

#### La 1redivision blindée desÉtats-Unis
À l'issue d'importantes manœuvres qui eurent lieu, du 7 au 27 mai 1940, à Monroe, en Louisiane, et auxquelles participa la 7th Cavalry Brigade, dont le rôle était de permettre aux autorités militaires de mettre au point une nouvelle conception d'utilisation de l'arme blindée, il fut décidé de passer à l'étape suivante.
C'est ainsi que le 15 juillet 1940, la 7e brigade de cavalerie fut rebaptisée 1re division blindée (1st Armored Division). Elle se composait alors d'une brigade blindée et d'unités organiques divisionnaires.

### Création de la 4th Armored Division
Le 15 avril 1941, la 1st Armored Division détacha à Pine Camp un contingent-cadre, composé d'officiers et d'engagés, destiné à mettre sur pied une nouvelle division blindée: la 4th Armored Division.

### LaSeconde Guerre mondiale

#### Principales campagnes et participations

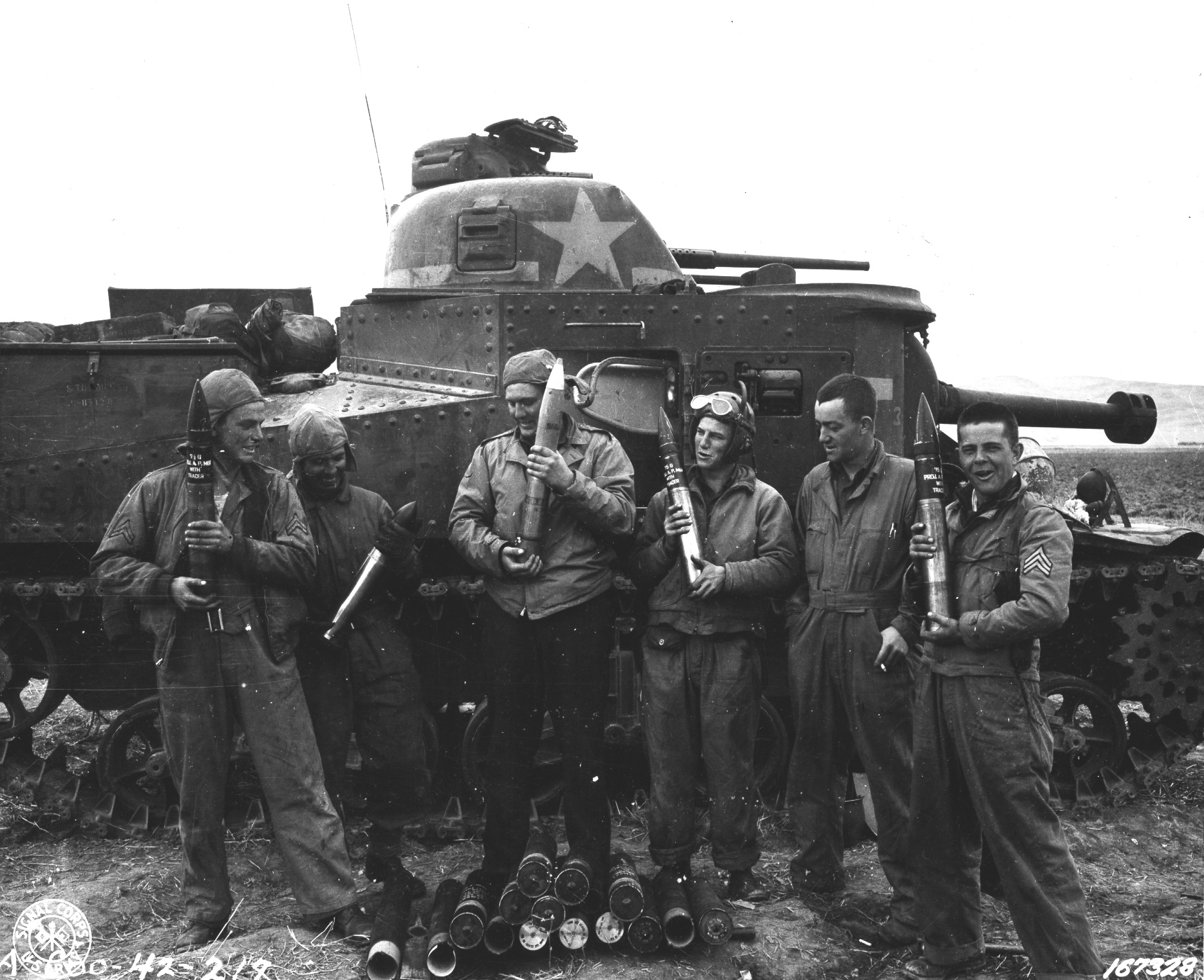
Un char M3 Lee de la 1re division blindée des États-Unis et son équipage durant la campagne de Tunisie.

Son premier engagement se fit lors de la bataille de Kasserine lors de la campagne de Tunisie contre l'Afrika Korps. Face aux vétérans allemands, l'unité subit de lourdes pertes.

### Réactivation: de la Corée à l'Irak

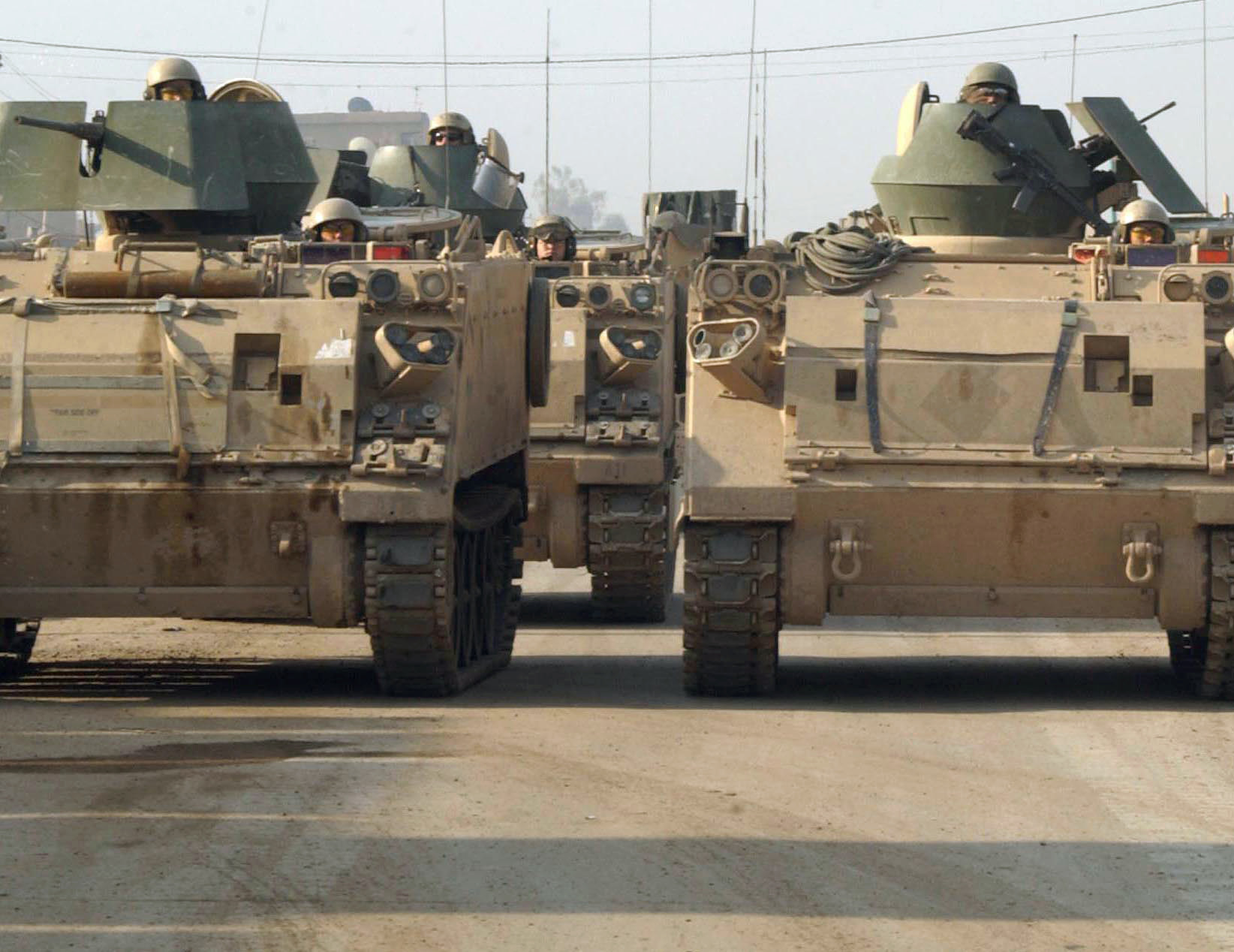
M113 en Irak

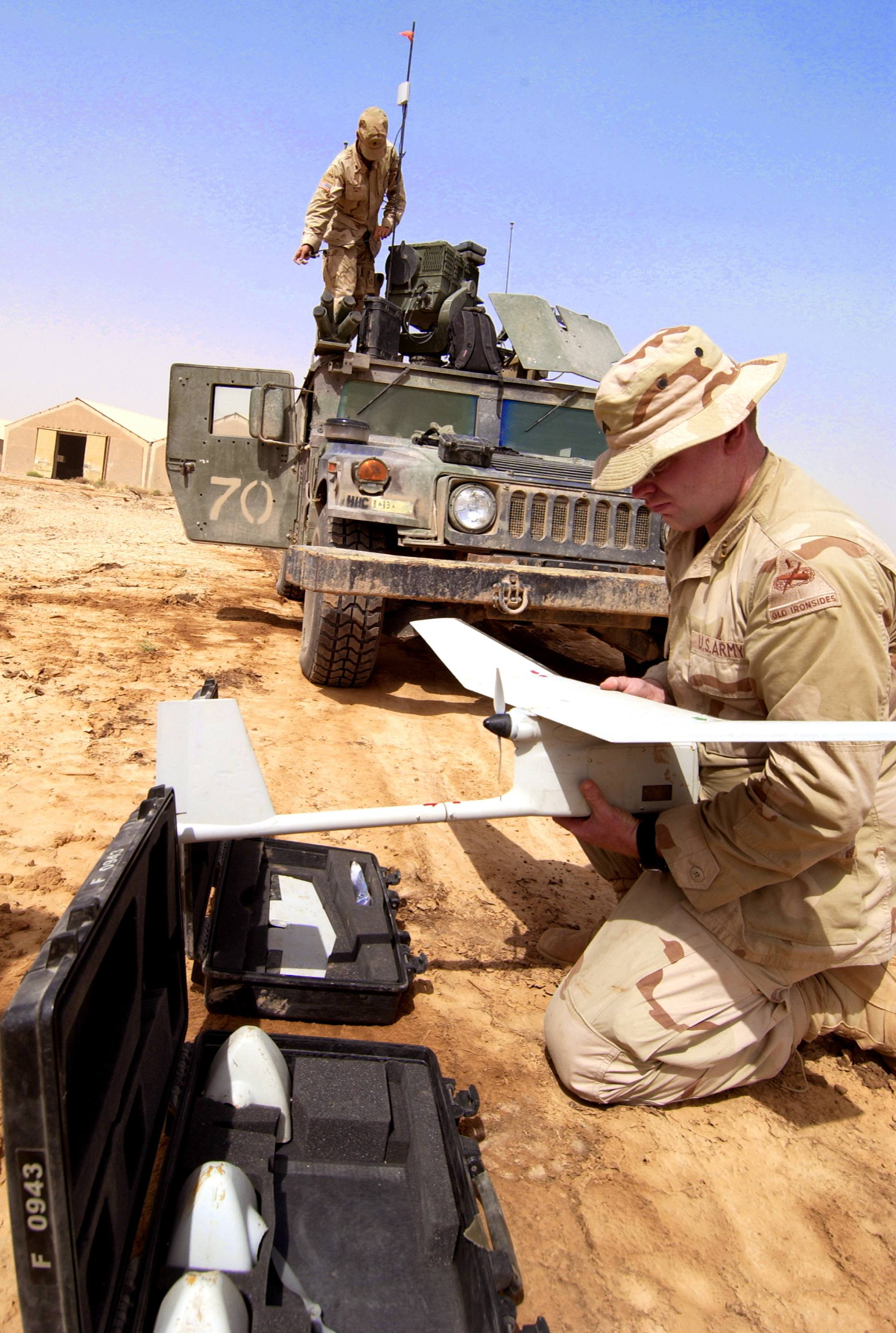
Mini-drone RQ-11 Raven en 2005

### BRAC2005
L'intégralité de la division est rapatriée à Fort Bliss au Texas entre 2008 et 2011, où elle remplace les unités responsables des missiles MIM-104 Patriot.

## Culture Populaire
- La 1re division Blindée apparaît dans le jeu Act of War: Direct Action où elle était stationnée en Allemagne, avant d'être redéployée en Russie pour aider le Gouvernement russe à affronter l'insurrection du 11e Corps.
- Elle apparaît aussi dans le roman L'Ours et le Dragon, où elle prête assistance aux forces russes en Sibérie orientale face à l'invasion de la Chine.